# Markus Rühl
Pour les articles homonymes, voir Ruhl.
Markus Rühl, né le 22 février 1972, est un culturiste professionnel allemand. 
Il a remporté plusieurs titres dans sa carrière, sa victoire professionnelle la plus prestigieuse étant sa 1re place à la Night Of Champions 2002 (devenue aujourd'hui le New York Pro Show), présentant ce soir-là ce qui sera probablement le meilleur physique de sa carrière. Son meilleur placement au Mister Olympia, plus prestigieux concours de culturisme au monde, fut la 5e place en 2004. Il prit sa retraite sportive après le New York Pro Show 2009. Il reste cependant très populaire parmi les culturistes du monde entier.

## Caractéristiques physiques
- Taille: 1.78 m
- Poids en compétition: 129 kg
- Poids hors compétition: 146 kg

Markus Ruhl est connu pour être l'un des culturistes les plus lourd et massif à s'être présenté en compétition, seul réel concurrent de Ronnie Coleman en termes de masse musculaire pure à cette époque.
Trois points forts se détachent particulièrement du physique de Markus Ruhl : ses biceps, possédant un pic assez exceptionnel ; ses pectoraux, désignés comme étant les meilleurs de la décennie 1990 par le magazine américain Flex ; et enfin ses deltoïdes qui restent à l'heure actuelle les plus massifs et développés que l'on ai pu voir sur un compétiteur. Bien que n'étant pas powerlifter[Quoi ?], c'est-à-dire ne recherchant pas d'abord l'acquisition de puissance physique tel que le font les compétiteurs de crossfit actuels, il possédait une grande force, notamment aux épaules et aux jambes, ainsi on peut le voir effectuer une série de presse à cuisse à 950 kilos dans son dvd "Made In Germany", précisant pour l'occasion qu' "étant en période de sèche, il ne peut mettre aussi lourd que d'habitude".
Ces caractéristiques physiques hors normes, même pour un culturiste, ainsi qu'un grand sens de l'humour et une grande sympathie envers les fans en ont fait un culturiste très populaire aussi bien pour son physique que pour sa personnalité chaleureuse.
Malgré un grand soutien du public il ne parvint cependant pas à percer dans le concours Mister Olympia, son meilleur placement étant une cinquième place en 2004. On lui reprocha notamment un physique certes très massif mais peu harmonieux ni symétrique, ainsi qu'un manque de condition lors de certaines compétitions. Cela ne l'empêcha pas de gagner 2 concours professionnels, le Toronto Pro 2000 et la Night Of Champions 2002. Il présenta lors de ce dernier un physique très sec et extrêmement massif qui lui offrit la victoire. Ce fut pour de nombreux observateurs et fans la meilleure performance de sa carrière, ne parvenant plus à présenter un physique aussi sec par la suite.